# Interregno inglese

Stemma del Commonwealth.

L'interregno inglese è un periodo della storia inglese che è compreso tra gli anni 1649, anno della decapitazione del re d'Inghilterra Carlo I Stuart in seguito alla guerra civile inglese, e 1660, anno della restaurazione di Carlo II dopo la caduta del Protettorato di Oliver e Richard Cromwell.
Questo periodo si divide in altri sottoperiodi:
- Commonwealth of England (1649-1653)
- Protettorato di Oliver Cromwell (1653-1658)
- Protettorato di Richard Cromwell (1658-1659)